# Abby Hoffman
Abby Hoffman (eigentlich Abigail Golda Hoffman; * 11. Februar 1947 in Toronto) ist eine ehemalige kanadische Mittelstreckenläuferin und Sprinterin.

## Werdegang
1962 wurde sie bei den British Empire and Commonwealth Games in Perth Siebte über 880 Yards, und 1963 siegte sie bei den Panamerikanischen Spielen in São Paulo über 800 Meter.
Bei den Olympischen Spielen 1964 in Tokio schied sie über 400 und 800 Meter im Vorlauf aus.
1965 gewann sie bei der Universiade Bronze über 800 Meter, 1966 siegte sie bei den British Empire and Commonwealth Games in Kingston über 880 Yards, und 1967 holte sie über 800 Meter Bronze bei den Panamerikanischen Spielen in Winnipeg und Silber bei der Universiade.
Bei den Olympischen Spielen 1968 in Mexiko-Stadt wurde sie über 800 Meter Siebte. Dem Sieg über diese Distanz bei den Panamerikanischen Spielen 1971 in Cali folgte ein achter Platz bei den Olympischen Spielen 1972 in München.
Bei den Panamerikanischen Spielen 1975 in Mexiko-Stadt errang sie Silber über 800 Meter und Bronze über 1500 Meter. 1976 schied sie bei den Olympischen Spielen in Montreal über 800 Meter in der ersten Runde aus.
Achtmal wurde sie Kanadische Meisterin über 800 Meter bzw. 880 Yards (1962–1966, 1968, 1969, 1974) und je zweimal über 400 Meter bzw. 440 Yards (1963, 1964) und im Crosslauf (1963, 1964). 1965 und 1971 wurde sie US-Hallenmeisterin über 880 Yards, 1969 im Meilenlauf.

## Persönliche Bestzeiten
- 400 m: 54,1 s, 31. August 1963, Hamilton
- 800 m: 2:00,17 min, 3. September 1972, München